# Episodi di Chicago Fire (dodicesima stagione)
La dodicesima stagione della serie televisiva Chicago Fire viene trasmessa in prima visione negli Stati Uniti d'America da NBC dal 17 gennaio al 22 maggio 2024.
In Italia la stagione viene trasmessa in prima visione da Sky Serie dal 2 aprile al 25 giugno 2024. In chiaro viene trasmessa su Italia 1 dal 17 luglio al 21 agosto 2024. 
| nº | Titolo originale    | Titolo italiano      | Prima TV USA     | Prima TV Italia |
| -- | ------------------- | -------------------- | ---------------- | --------------- |
| 1  | Barely Gone         | Come se fossi qui    | 17 gennaio 2024  | 2 aprile 2024   |
| 2  | Call Me McHolland   | Chiamatemi McHolland | 24 gennaio 2024  | 9 aprile 2024   |
| 3  | Trapped             | In trappola          | 31 gennaio 2024  | 16 aprile 2024  |
| 4  | The Little Things   | Le piccole cose      | 7 febbraio 2024  | 23 aprile 2024  |
| 5  | On The Hook         | Nei guai             | 21 febbraio 2024 | 30 aprile 2024  |
| 6  | Port On The Storm   | Porto nella tempesta | 28 febbraio 2024 | 7 maggio 2024   |
| 7  | Red Flag            | Bandierina rossa     | 20 marzo 2024    | 14 maggio 2024  |
| 8  | All The Dark        | Oscurità             | 27 marzo 2024    | 21 maggio 2024  |
| 9  | Something About Her | La nuova arrivata    | 3 aprile 2024    | 28 maggio 2024  |
| 10 | The Wrong Guy       | L'uomo sbagliato     | 1º maggio 2024   | 4 giugno 2024   |
| 11 | Inside Man          | L'infiltrato         | 8 maggio 2024    | 11 giugno 2024  |
| 12 | Under Pressure      | Sotto pressione      | 15 maggio 2024   | 18 giugno 2024  |
| 13 | Never Say Goodbye   | Mai dire addio       | 22 maggio 2024   | 25 giugno 2024  |

## Come se fossi qui
- Titolo originale: Barely Gone
- Diretto da: Reza Tabrizi
- Scritto da: Andrea Newman

### Trama
Kidd è riuscita a riportare Severide a Chicago e Mouch, dopo sei mesi di riabilitazione, rientra in caserma. Mentre la caserma 17 è momentaneamente ospite della 51 per un incendio scoppiato in cucina, Gallo ha deciso di trasferirsi in Michigan con la zia. La 51 interviene in un incidente nel quale un furgone ha preso fuoco ed emana del fumo viola. Nel frattempo Ritter è passato momentaneamente in prestito al camion ma Hermann lo rivorrebbe sull'autopompa: comincia quindi una piccola guerra fra Kidd ed Hermann per convincere Ritter a scegliere una destinazione definitiva tra camion ed autopompa. Il tenente della 17 informa Severide che lo stesso odore che ha sentito durante l'incendio nella propria caserma, lo sente alla 51 mentre Severide sta pulendo la propria giacca dopo l'ultimo intervento. Severide ritiene che le due cose siano collegate e pertanto comunica a Kidd che vuole andare in fondo alla faccenda e si unisce a Van Meter dell'OFI per le indagini. Facendo degli esperimenti sul piazzale della caserma Severide scopre le due sostanze che hanno causato il fumo viola e le esplosioni. Indagando sul furgone incendiato scopre un congegno rudimentale che potrebbe aver causato l'esplosione: sospetta quindi di essere di fronte ad un piromane che ha preso di mira i vigili del fuoco. Mentre Severide sta parlando con un ufficiale di un'altra caserma, presso quest'ultima arriva l'ambulanza destinata alla caserma 17. Il pacco contenuto sul furgone incendiato era diretto a questa caserma in quanto hanno l'ambulanza della 17 e pertanto Severide è sicuro che anche alla 51 arriverà un pacco in quanto presso la 51 c'è l'autopompa della 17. Severide avverte pertanto la 51 ed Hermann facendo un giro del piazzale trova uno strano pacco e vede poco distante un uomo che aveva già visto durante l'intervento per il furgone incendiato. Mentre Boden blocca l'uomo, Hermann allontana lo scatolone che di lì a poco esploderà. Alla fine scoprono che il piromane era una ex matricola della caserma 17 allontanata dal lavoro e che pertanto meditava vendetta, ritenendo colpevole la caserma 17 di quello che gli era successo dopo il licenziamento. L'uomo viene quindi arrestato ed alla fine della puntata Ritter decide di tornare sull'autopompa mentre Severide confida a Kidd che, se le indagini a cui gli piace tanto prendere parte devono essere un motivo di lite, ci rinuncerà.

## Chiamatemi McHolland
- Titolo originale: Call Me McHolland
- Diretto da: Lisa Demaine
- Scritto da: Matt Whitney

### Trama
Brett sta organizzando il proprio matrimonio con l'aiuto di Violet e di Tony che sembra conoscere diverse persone in locali "in". Ritter si accorge che Hermann non sente bene a causa dell'esplosione del pacco e glielo fa notare ma Hermann minimizza. Durante un intervento della squadra, Cruz, dopo che Severide ha salvato un ragazzo, si mette a rischio per recuperare il drone di quest'ultimo e questo provoca un litigio con Severide che gli impone di osservare i suoi comandi e di non agire di sua iniziativa. Mouch vuol dare un cambiamento alla propria vita partendo dal non farsi chiamare più Mouch ma bensì McHolland e confessa a Cruz che non vuole essere ricordato come un posto sul divano ma che vuole andarsene sapendo di aver dato tutto quello che poteva al Dipartimento. Questo fa riflettere Cruz che successivamente chiederà a Boden di fare l'esame da tenente. Mentre Violet sembra interessarsi a Carver, l'organizzazione del matrimonio procede con difficoltà in quanto Brett pare non trovare la soluzione giusta. Ritter, dopo che Hermann è quasi stato investito da un furgone che non aveva sentito avvicinarsi, preme sul fatto che il suo tenente si faccia visitare. Kidd cerca di convincere Severide a far pace con Cruz e Boden consegna a quest'ultimo i documenti per l'esame da tenente. Durante un intervento Severide dice ad Hermann di aspettare prima di intervenire ma quest'ultimo non sente e sta per erogare acqua quando Mouch lo ferma. Boden convoca Mouch in merito alla sua richiesta di cambio del nome sulla giacca e gli ricorda tutti gli atti di eroismo di cui è stato protagonista per fargli capire che non ha bisogno di cambiare nome poiché proprio quel soprannome ricorda a tutti il suo valore: Mouch, commosso, butta via il modulo per il cambio del nome. Alla fine della puntata mentre Severide si scusa con Cruz e gli fa capire che se la sua intenzione è quella di progredire come tenente egli non gli sarà di ostacolo, Hermann viene informato dal medico che ha avuto un danno permanente all'udito ma che tuttavia, sempre che il problema non peggiori, potrà continuare a lavorare usando degli apparecchi acustici.

## In trappola
- Titolo originale: Trapped
- Diretto da: Reza Tabrizi
- Scritto da: Michael Gilvary

### Trama
Hermann comincia a portare gli apparecchi acustici sperando di non essere trattato con compassione dai suoi colleghi mentre alla 51 arriva Gibson, il nuovo acquisto per il camion e per Cruz si avvicina il giorno del test da tenente. Hermann ringrazia Ritter per aver insistito affinché andasse a farsi vedere da un medico ed i paramedici, andando a prendere la colazione per la caserma, si imbattono in una donna che pare chiedere loro aiuto. Vedendo che quest'ultima viene spinta in auto dal suo uomo in malo modo, decidono di seguire l'auto con l'ambulanza ma la perdono di vista e del caso comincia ad occuparsene la polizia. Una volta rientrate in caserma, Violet e Brett informano Boden di quanto è successo e gli chiedono la possibilità di poter continuare ad indagare per conto loro. A Severide arriva un pacco contenente del materiale per un'indagine dell'ATF e poco dopo si fa vivo in caserma Van Meter per chiedergli di occuparsi di quell'indagine e per convincerlo a non mollare un campo per il quale ha talento e passione. Mentre Boden cerca di consolare Hermann che è un po' abbattuto per il fatto che deve indossare gli apparecchi acustici, le ragazze dell'ambulanza tornano al bar dove la donna aveva chiesto loro aiuto e, guardando le immagini delle telecamere, trovano un menù sul quale la donna aveva chiesto esplicitamente aiuto e lo consegnano alla polizia. Kidd cerca di distogliere Severide dall'occuparsi del caso dell'ATF avendo paura che questi lasci di nuovo Chicago ma dopo aver parlato con Cruz si rende conto che non è giusto che Severide non possa seguire una strada per la quale appare molto tagliato. Durante le loro indagini, i paramedici trovano l'auto e avvisano la polizia ma poiché il conducente sta per scappare, si fanno speronare per bloccarlo. All'arrivo della polizia l'uomo viene arrestato e la donna liberata. Severide confida a Cruz che deve andare via per un po' per l'indagine dell'ATF ma lo farà solo se anche a Cruz la cosa va bene e se in sua assenza comanderà lui la squadra. Mentre Mouch continua ad indagare sul nuovo arrivato con l'aiuto di Ritter, i paramedici rientrano in caserma con l'ambulanza danneggiata e Boden, pur sapendo che per salvare la donna sono uscite dal loro distretto, promette di affrontare in loro vece ed in loro difesa il capo dei paramedici. Cruz chiede a Boden di poter fare l'esame da tenente più avanti e alla fine della puntata, mentre tra Violet e Carver scoppia la passione, Kidd saluta Severide che sta partendo per l'Arizona.

## Le piccole cose
- Titolo originale: The Little Things
- Diretto da: Lisa Robinson
- Scritto da: Victor Teran

### Trama
Cruz è tornato a sostituire Severide e Brett ha distribuito a tutti l'invito per le nozze ma Cruz non l'ha ricevuto e non ne capisce il perché. La bambina che Brett ha adottato viene portata in caserma poiché la baby-sitter non può tenerla e quindi i colleghi a turno le fanno compagnia. Il camion 81 interviene per un incendio che appare subito strano e che per Kidd è stato appiccato da una bambina presente sul posto. Brett chiede a Boden di officiare le sue nozze con Casey mentre il figliastro di Boden si fa vivo in caserma: la madre è stata arrestata con l'accusa di aver trasportato della droga e Boden pertanto si attiva subito con l'avvocato dei vigili del fuoco. Kidd con l'aiuto di Gibson scopre che nei dintorni della casa dell'ultimo incendio, in pochi giorni sono scoppiati altri piccoli incendi e pertanto comincia ad indagare con Carver ma nel momento in cui va a parlare con la madre della bambina, entrambi vengono messi alla porta. Boden va a trovare l'ex moglie in carcere e viene a sapere da lei che effettivamente è colpevole e che ha accettato di trasportare quella droga perché aveva bisogno di soldi. Hermann parlando con Boden scopre che a quest'ultimo è stato chiesto di non dire la verità al figliastro ma egli lo consiglia invece di essere sincero. Van Meter informa Kidd che c'è un programma per il recupero di giovani problematici gestito da polizia e vigili del fuoco e le promette di mandare qualcuno a casa della bambina entro pochi giorni. La madre della bambina si reca in caserma e parla con Kidd chiedendole di farsi da parte poiché sta affrontando un divorzio difficile e la bambina sicuramente ne sta risentendo. La caserma viene chiamata per un incendio presso la casa della madre e della bambina: la madre si ferisce gravemente e la bambina viene salvata. Cruz scopre che non ha ricevuto l'invito da Brett per un errore e si tranquillizza. Alla fine della puntata, dopo una discussione col figliastro a seguito della quale quest'ultimo era scomparso, Boden, in attesa di capire cosa poter fare per l'ex moglie, lo rivede, si scusa per essere stato poco presente negli ultimi anni e lo accoglie in casa.

## Nei guai
- Titolo originale: On The Hook
- Diretto da: Matt Earl Beesley
- Scritto da: Matt Demblowski

### Trama
Brett, Violet e Kidd sono reduci dall'addio al nubilato della prima e la caserma risponde ad una chiamata per un malore su un campo da basket: Brett non riesce a far funzionare il defibrillatore e se ne fa prestare uno dal coach della squadra ma nel frattempo il tempo passa ed il ragazzo che ha avuto il malore viene rianimato in ritardo. Cruz è in crisi perché le vendite dello Slamigan stanno calando e cerca di inventarsi qualcosa per farle tornare a crescere. Hermann recupera una poltrona massaggiante dalla strada e la installa in caserma ma, dopo le proteste di buona parte dei colleghi, la porta al Molly. Brett richiede un nuovo defibrillatore mentre il precedente è sottoposto a verifica e Boden la chiama in ufficio per capire cosa è successo: il ritardo nella rianimazione può aver creato dei problemi neurologici al paziente ed è quindi necessario capire se è stato un errore umano od un problema dell'apparecchiatura. Il capo dei paramedici va in caserma per avere la versione di Brett su quanto accaduto mentre il tecnico del defibrillatore non trova malfunzionamenti durante l'operazione di verifica e quindi parrebbe che sia stato un errore umano. Gibson ha un piccolo scontro con Carver poiché a suo a dire tutti gli stanno addosso e vogliono sapere i fatti suoi. Poco dopo avviene un riavvicinamento tra i due e Carver lo porta a trovare il ragazzo che si è scontrato con il suo amico che ha avuto il malore per fargli capire che non è stata colpa sua. Brett e Violet scoprono che le piastre per il defibrillatore di cui sono dotate non funzionano correttamente e pertanto vanno subito ad avvisare il capo dei paramedici che riuscirà a recuperare altre partite di piastre difettose. Una volta usciti dalla casa del ragazzo Carver si dice dispiaciuto per quello che possa essere successo a Gibson e questi gli confessa di aver ucciso un ragazzo durante un incontro di boxe. Brett crede di andare a fare un sopralluogo in un locale dove potersi sposare ma Tony la porta in un altro posto con un nome simile ma completamente diverso ed inadatto ad un matrimonio. Alla fine della puntata, al bar davanti ad una birra, Gibson racconta a Carver tutto quello che gli è successo quando ha combattuto con il ragazzo che purtroppo poi è morto.

## Porto nella tempesta
- Titolo originale: Port On The Storm
- Diretto da: Reza Tabrizi
- Scritto da: Andrea Newman

### Trama
Brett è preoccupata per la location del matrimonio e Violet si propone per decorare il negozio di pesci con un po' di fiori. Severide è in ritardo per il rientro alla 51 e Kylie ricompare in caserma per sistemare un po' di carte poiché Boden non ha un assistente. Casey arriva in caserma e Brett gli confida che si sposeranno per un errore non allo Shedd Aquarium ma in un semplice negozio di pesci. Violet ha trovato un fornitore di fiori e prende appuntamento per andare a recuperarli e Boden le comunica che il capo dei paramedici verrà il giorno dopo per decidere il nuovo partner per lei e le annuncia nel contempo che è diventata capo paramedico. Mentre Kidd è molto preoccupata per il ritardo di Severide, il capo dei paramedici anticipa la visita in caserma e non consente a Violet di andare a prendere i fiori. Ma c'è di peggio: infatti il nuovo capo donna mette subito in chiaro le cose dicendole che sarà lei a scegliere il sostituto di Brett. Mentre Kelly rientra in caserma con buona pace di Kidd, Gibson fa capire a Kylie che se volesse tornare alla 51 non dovrebbe far altro che chiedere al capo. Violet è disperata e alla ricerca dei fiori per decorare il negozio e Casey e Kelly ricordano il passato chiacchierando seduti accanto. Brett si appresta ad effettuare l'ultimo turno e la caserma viene chiamata per un incendio presso il polo fieristico. Brett cerca di medicare una guardia giurata ma poi capisce cosa è successo e viene minacciata da quest'ultima affinché gli sistemi la ferita di modo che lui possa poi scappare: si scoprirà infatti che tre finte guardie hanno causato l'incendio per poter rubare dei preziosi. Brett riesce a scappare spruzzandogli in faccia un liquido e la finta guardia viene arrestata. La scena si sposta al negozio di acquari dove sta per cominciare la cerimonia. Dopo lo scambio delle rispettive promesse, Boden, in veste di celebrante, proclama l'unione dei due. Alla fine della puntata la festa si sposta al Molly e prima di uscire Casey e Brett salutano i loro amici più cari e poi, tra due ali di invitati che lanciano riso, escono dal locale e montano in auto per poi partire.

## Bandierina rossa
- Titolo originale: Red Flag
- Diretto da: William Eichler
- Scritto da: Matt Whitney

### Trama
Violet ha cominciato ufficialmente come paramedico capo e Ritter ha un nuovo compagno che si rivelerà essere un poliziotto. Boden rivela a Violet che non ha avuto notizie del nuovo paramedico e lei gli confida che crede che la nuova capo Robinson ce l'abbia con lei. Mouch, che vuole passare gli ultimi due anni prima della pensione nel miglior modo possibile, si informa con Kidd sulla possibilità di fare degli workshop sugli interventi di soccorso tecnico dopo i turni. Durante un incendio la 51 trova dei soldi in parte bruciati nascosti da una ragazzina che li teneva lì per conto di una gang nella casa della nonna. Mentre il nuovo paramedico non esegue gli ordini di Violet, la 81 dopo l'intervento si ferma al supermercato ed all'uscita Mouch trova una multa e si dice pronto a contestarla. La 51 e la polizia intervenuta sul luogo dell'incendio si punzecchiano a vicenda sul fatto che un po' di quei soldi siano finiti nelle mani di qualcuno di loro. Maya, la ragazza dell'incendio, si fa viva in caserma e chiede a Severide i soldi ma lui le dice di averli affidati alla polizia. Lei quindi gli racconta tutto e Severide si offre di aiutarla: va quindi a prendere la ragazza, d'accordo con Boden, ma da un'auto che si avvicina partono alcuni proiettili che per fortuna la mancano. Kelly quindi la porta al sicuro in caserma dove lei gli darà altre informazioni sulla faccenda: ha nascosto i soldi per suo fratello che fa parte di una gang ma che adesso è in prigione ed altri soldi sono stati nascosti in un altro posto in casa che non è stato interessato dall'incendio. Kelly fa un sopralluogo ma trova in casa due membri di una gang e non trova i soldi. Alla polizia dice che la ragazza sta pensando a collaborare con loro e riferisce che il resto dei soldi non si trovano e l'agente cui si è rivolto lo rassicura che verranno fatte perquisizioni ed indagini su mezzi, caserma, case e conti correnti dei vigili della 51. Mentre Mouch ottiene l'annullamento della multa al camion 81, Kidd riesce a farlo entrare al corso cui era interessato: un aumento delle competenze di Mouch gioverà di sicuro all'81. Kelly incontra gli agenti che si occupano del caso e gli rivela che secondo lui il denaro mancante è andato in fumo e questi lo informano del fatto che il fratello della ragazza è uscito su cauzione e l'intera famiglia è scomparsa. Alla fine della puntata Boden informa Violet che lei e Severide sono stati denunciati, lei per il comportamento col nuovo partner di lavoro e Severide per aver accolto in caserma Maya che avrebbe dovuto essere affidata alla polizia.

## Oscurità
- Titolo originale: All The Dark
- Diretto da: Paul McCrane
- Scritto da: Natalie Wood

### Trama
Mouch inizia il workshop di interventi di soccorso tecnico. Il paramedico Lennox ritorna in caserma dopo aver fatto le denunce e Violet con Severide vanno a parlare con Boden che di fronte al loro desiderio di mandare via il nuovo paramedico, decide invece di tenerlo per evitare che questa azione venga presa come una ritorsione nei confronti di quest'ultimo. La caserma interviene in un centro dialisi in cui le persone incominciano a sentirsi male: c'è infatti una perdita di un gas che viene diminuita da Severide e dalla sua squadra in attesa della squadra di decontaminazione. Violet e Lennox hanno un piccolo chiarimento-scontro alla fine dell'intervento in cui egli le confida che la capo Robinson gli ha chiesto di valutare la 51 in merito soprattutto al protocollo. Durante l'intervento presso il Centro dialisi, Kidd trova un suo ex insegnante dell'Accademia che dopo essere finito in ospedale scopre dalle analisi che non ha nessun bisogno della dialisi. La vice Hill ha ottenuto il comando presso un'altra città e pertanto ha messo in lista ad interim sia la Robinson che Boden ma quest'ultimo con le denunce in corso è automaticamente escluso. Carver nota che Gibson ha qualcosa che non va e cerca di aiutarlo mentre Boden va a parlare con la Robinson e le fa capire che lui non ci tiene al posto di vicecommissario e che se lavoreranno insieme avrà da lui tutto l'appoggio necessario: l'unica richiesta che le fa è di ritirare le denunce. Kidd indagando con Carver e Violet, scopre che il suo ex insegnante è stato visitato da un medico che gli ha prescritto la dialisi che è lo stesso medico che ha la proprietà del centro dialisi e che ha pessime recensioni su internet: viene pertanto a tutti il dubbio che ci siano altre persone che non abbiano bisogno della dialisi e che pertanto siano state truffate e danneggiate da un'inutile dialisi. Mentre Violet concede a Lennox di guidare dopo un intervento poiché è impaurito dal paziente trasportato, Boden va a parlare con la Hill in merito a quello che sta succedendo alla 51 senza apparente successo. Poi comunica a Lennox che lo vuole spostare presso un'altra caserma poiché la sua presenza presso la 51 crea problemi ma Lennox sa bene che non può farlo. Kidd trova Gibson sotto la doccia con le mani ferite che le chiede aiuto: si è reso conto di non aver chiuso con il passato e vuole andare via per farsi aiutare. Improvvisamente le denunce vengono ritirate e Lennox viene assegnato ad un'altra caserma. Gibson ringrazia Carver per avergli aperto gli occhi e se ne va per un po' e Kidd fa un sopralluogo con Severide e con l'OFI trovando diverse inadeguatezze all'interno del centro dialisi che andrà chiuso. Inoltre verrà aperta un'indagine nei confronti del medico proprietario del centro sul come ottiene i suoi pazienti. Alla fine della puntata Boden, parlando con la Robinson, scopre che la Hill lo ha aiutato ma la Robinson promette battaglia per quando il posto di vice commissario non sarà più ad interim ma sarà assegnato in maniera permanente.

## La nuova arrivata
- Titolo originale: Something About Her
- Diretto da: Heather Cappiello
- Scritto da: Victor Teran

### Trama
Mouch, come promesso a Brett, continua a portare avanti il percorso di paramedicina da solo e viene a contatto con una donna che sembra interessata a lui. Il figliastro di Boden ha cominciato a lavorare come autista e chiede a suo padre di poter lavorare anche presso la caserma per poter arrotondare. Kylie, l'ex segretaria della caserma, subentra a Gibson sul camion 81 e Violet conosce il nuovo paramedico. La caserma interviene in un incendio presso uno studio di registrazione nel quale muore una persona. Kylie aiuta il figliastro di Boden a prendere confidenza con le procedure della caserma e viene da lui a sapere che egli è indietro con il mutuo della casa di sua madre che ora è in carcere: ha deciso pertanto di affittare la casa ma gli affittuari si comportano male e non vogliono pagare né andarsene. Severide, indagando con Van Meter sul luogo dell'incendio, scopre il cadavere del direttore degli studi e dalle prove raccolte deduce che sia stato un incendio non accidentale. Il proprietario degli studi confida a Kelly e Van Meter che aveva ha avuto diversi problemi con uno dei clienti dello studio. La paziente interessata a Mouch si fa viva in caserma e Severide va a parlare con il cliente con il quale il proprietario degli studi aveva avuto problemi. La polizia interviene e arresta il cliente-rapper con l'accusa di aver causato l'incendio e con l'accusa di spaccio. Severide non ne è però convinto. Mentre Mouch è costretto a mandar via la paziente che era sparita e si era addormentata su un letto della caserma senza che lui se ne fosse accorto, i due paramedici intervengono per un bambino ferito da un altro bambino con una pistola: il nuovo paramedico si distingue per la freddezza con cui distrae il bambino armato dando modo a Violet di controllare quello ferito. Severide scopre che dallo studio sono state fatte sparire delle attrezzature molto costose prima dell'incendio e sospetta in un primo momento del proprietario e viene anche a sapere che la moglie della persona deceduta ha un centro estetico e ha a che fare con l'acetone, sostanza che ha avuto un ruolo importante nell'incendio. Scoprirà quindi che il direttore degli studi ha fatto scaturire l'incendio con la complicità della moglie rubando le attrezzature costose per poi rivenderle ma sfortunatamente è poi rimasto ucciso. La paziente innamorata di Mouch va a trovarlo a casa con una torta nella quale Trudy trova un esplosivo e pertanto la blocca e la arresta. Alla fine della puntata Severide consegna al cliente-rapper ormai scagionato da tutte le accuse un hard disk che si era salvato dall'incendio pieno delle sue registrazioni e Boden va a trovare il suo figliastro, gli comunica che sa tutto e comincia a dargli una mano.

## L'uomo sbagliato
- Titolo originale: The Wrong Guy
- Diretto da: Reza Tabrizi
- Scritto da: Danielle Nicki

### Trama
Severide sostituisce Boden per alcuni turni e Mouch, impegnato in un corso, viene sostituito da Kylie ed infine alla 51 compare un sostituto per la 81, Damon. Dopo un intervento di soccorso particolarmente difficile, una troupe televisiva presente sul posto vuole intervistare Kidd che passa il testimone al nuovo arrivato. Hermann vuole tracciare la posizione dei telefoni dei figli e si fa insegnare da Ritter. Cruz riceve una telefonata dall'assistente sociale che aveva gestito l'adozione e che vuole parlargli a proposito di Javi: pare infatti che uno zio del ragazzo si sia fatto vivo. A Stella viene notificata la chiusura di Ragazze contro il fuoco e Javi conosce lo zio. Mentre Damon si informa da Kidd delle imprese della 51 guardando le foto appese in corridoio, Carver sente che c'è qualcosa che non va in quel ragazzo. Cruz e lo zio di Javi assistono ad una partita del ragazzo durante la quale l'uomo confida a Cruz di voler portare Javi in Honduras per un periodo e, di fronte allo stupore ed all'ostilità di Cruz, l'uomo gli propone un accordo: se avrà da Cruz 50.000 dollari, se ne andrà per sempre. Cruz denuncia la cosa all'assistente sociale e, dopo aver guardato meglio i documenti con lei, capisce che l'uomo che dice di essere lo zio di Javi altro non è che è un truffatore. Alla 51 compare la stessa troupe televisiva dell'ultimo intervento e Kidd si convince a farsi intervistare sperando di riuscire a parlare anche di Ragazze contro il fuoco. Cruz finge di cedere al ricatto del finto zio e organizza una finta consegna del denaro con una poliziotta che fa la parte di sua moglie Chloe e, non appena l'uomo prende il denaro, viene arrestato. Si scoprirà poi che faceva parte di un'organizzazione criminale che si interessa di adozioni di minori. Grazie all'intervista in TV il programma Ragazze contro il fuoco può continuare e Violet, trovandosi bene con la nuova collega, cerca di convincerla a rimanere alla 51. Alla fine della puntata mentre Ritter uscendo dalla caserma sente Damon fare uno strano discorso al telefono. Cruz dice la verità a Javi sul finto zio.

## L'infiltrato
- Titolo originale: Inside Man
- Diretto da: Brenna Malloy
- Scritto da: Matt Whitney

### Trama
Nel turno di notte Severide sta manutenendo una sega quando Damon arriva e gli fa alcune domande ma ad un certo punto Severide sparisce lasciando Damon a disagio. Ritter confida a Violet ciò che ha sentito dire da Damon e quest'ultima lo convince a farlo sapere al tenente Kidd. Mentre Severide è ancora nella zona mezzi, nota che è entrata una persona che poi fa cenno ad altre due, armate, di entrare: egli si nasconde quindi sul camion 81 e i tre aprono la saracinesca, salgono sul camion e se ne vanno. Quando Kidd scopre l'assenza del mezzo e di Severide chiama la polizia. Il camion è ormai uscito dalla città e viene fermato per cambiare tutte le scritte e i numeri. La polizia interviene e raccoglie le testimonianze per poi mettersi sulle tracce del camion. Il camion giunge quindi in un garage dove rimane di guardia uno dei tre uomini. Severide quindi cerca di mettersi in contatto con la caserma ma la radio è stata messa fuori uso ed il cellulare è rimasto in caserma: ricorre pertanto ad un ingegnoso sistema che fa arrivare dei segnali in caserma che Cruz interpreta e coi quali si può capire che Severide è ancora vivo. Ad un certo punto la radio del camion comincia a gracchiare e l'uomo di guardia si allarma: Severide cerca pertanto di distrarlo, mirando a rubargli il suo cellulare che è incustodito. Dopo le rivelazioni di Ritter a Kidd, Damon viene interrogato dalla polizia. Impadronitosi del cellulare, Severide viene scoperto dall'uomo che tenta di sparargli ma in una colluttazione, un colpo di pistola ferisce il malvivente. Nel frattempo si rifanno vivi gli altri due complici che immobilizzano Severide. Mentre la polizia ha individuato l'autista che ha portato via il camion e che ha rubato anche un'ambulanza in un altro stato, quest'ultimo viene ucciso dagli altri due complici poiché la ferita che si è procurato durante la colluttazione con Severide viene giudicata grave e pertanto giudicano l'uomo non in grado di eseguire il suo compito. Mentre i due malviventi caricano il camion di esplosivo per un attentato, Severide, seppur legato, riesce a fare il numero di Kidd con il cellulare del morto e, mettendo in vivavoce, fa sentire tutto quello che sta avvenendo. Mancandogli l'autista convincono Severide a mettersi alla guida del camion. La polizia riesce a tracciare la posizione del mezzo e si mette all'inseguimento di questo con tutta la 51 al seguito. Severide fa partire una telefonata mentre guida in base alla quale verrà stabilita dalla polizia la posizione del camion e successivamente crea un piccolo incendio in cabina per poter avere la scusa di dover fermare il mezzo. La polizia e la 51 sono a poca distanza quando vedono una grossa esplosione. Quando arrivano il camion è completamente distrutto e i due malviventi si mettono a sparare contro la polizia. Con l'intervento dell'autopompa che investe uno dei due malviventi con il getto d'acqua, si pone fine alla sparatoria ed i due malviventi vengono arrestati. Alla fine della puntata Ritter confida a Damon di essere stato lui a premere perché la polizia lo interrogasse e quest'ultimo sembra infastidito dalla cosa.

## Sotto pressione
- Titolo originale: Under pressure
- Diretto da: Lisa Demaine
- Scritto da: Jessica D. Johnson

### Trama
In caserma sono presenti solo l'ambulanza ed il camion della squadra in quanto Kidd è alla ricerca di un nuovo camion. Severide continua ad essere l'ufficiale in comando e durante un incontro casuale con la squadra 4, la squadra 3 viene esortata a tentare di battere un record: trascinamento del camion per 30 metri da parte di due uomini. Durante un intervento con più ambulanze, il paramedico Lennox somministra un calmante ad un ferito un po' agitato senza seguire il protocollo ed al ritorno in caserma Violet e Severide si interrogano sul fare o meno rapporto al paramedico: potrebbe però sembrare una vendetta dal momento che egli ha fatto precedentemente rapporto ad entrambi tuttavia Kelly decide di procedere e di vedersela eventualmente poi con la Robinson. Cruz è un po' in crisi con Chloe e sta seguendo una terapia di coppia in quanto la moglie è molto preoccupata per il lavoro del marito soprattutto dopo il ferimento di Mouch avvenuto un anno prima: Cruz cerca di andarle incontro in tutto ma le dice che non abbandonerà mai i vigili del fuoco. Mentre in caserma, in seguito all'incontro con la squadra 4, Severide decide che la squadra 3 dovrà battere il record di trascinamento del camion, in ospedale i paramedici incontrano Lennox che si sfoga per essere stato denunciato. Durante un intervento Novak e Violet soccorrono una donna che si è ferita ad una mano e successivamente trovano il marito di questa morto in camera da letto: tutta la sensibilità e l'empatia di Novak esplodono improvvisamente perché questo fatto la turba molto. Mentre Tony e Capp si esercitano nel trascinamento del camion senza ottenere grandi risultati, Van Meter fa visita a Kelly informandolo che la Robinson è sul piede di guerra ma quando quest'ultima arriva in caserma stupisce Severide in quanto lo ringrazia per il rapporto fatto a Lennox. Questo atteggiamento però non lo convince: parlando successivamente con Violet convengono assieme che la Robinson debba avere un secondo fine e pertanto avvisano Boden. È arrivata la giornata per stabilire il record ma Tony e Capp sono un po' demoralizzati dalla pessima performance realizzata il giorno prima. Mentre tutti aspettano l'inizio della prova di trascinamento del camion, una dei feriti dell'ultimo incendio si fa viva in caserma chiedendo di Cruz e consegna a Chloe lì presente un pensiero per lui: è un ritratto che la ragazza ha fatto per il suo salvatore e Chloe capisce improvvisamente l'importanza del lavoro di suo marito e quanto lui ci tenga ad esso. Alla fine i ragazzi riescono a trascinare il camion in un tempo minore rispetto alla squadra 4 ma il record non è valido poiché non c'era nessuno del Guinness World Record lì presente. Alla fine della puntata Lennox compare in caserma dopo essersi reso conto di essere stato usato dalla Robinson e suggerisce a Severide di fare attenzione poiché quest'ultima mira alla posizione di vice commissario e per arrivarci farà di tutto.

## Mai dire addio
- Titolo originale: Never say goodbye
- Diretto da: Reza Tabrizi
- Scritto da: Andrea Newman

### Trama
Boden è tornato a casa dopo aver aiutato il figliastro ed ha tutta l'intenzione di contrastare la Robinson come possibile vice commissario la quale pare avere dalla propria parte le persone più importanti del CFD. Il nuovo camion 81 è arrivato ma Mouch nota subito che c'è qualcosa che non va rispetto al precedente. In un intervento in cui è chiamata tutta la caserma, la 51 riesce a salvare alcuni operai che penzolano da un'impalcatura che sta crollando. Boden vedendo che Kidd sembra stanca si propone di salire sull'autoscala per salvare l'ultima persona, il capomastro. Gli tende la mano nel tentativo di riuscire a prenderlo e portarlo sulla scala ma l'operaio cade su un airbag da 30 metri che non si era gonfiato completamente, riportando così diverse ferite. Va quindi a trovarlo in ospedale e lì trae ispirazione da quanto successo per decidere di candidarsi come vice commissario. Mouch insieme ad Hermann e a Ritter vogliono contattare il vecchio conducente del loro precedente camion 81 per sapere se al mezzo erano state fatte delle modifiche. Al rientro in caserma dall'ospedale, Boden annuncia di essersi candidato a vice commissario con gli applausi e l'approvazione di tutti i presenti. Durante un intervento per del fumo in una cucina di un ristorante, Carver e Damon si scontrano fisicamente con due civili, padre e figlio, che hanno un fare aggressivo. Lo scatto d'ira è giustificato dal fatto che il padre ha colpito Kidd e si ritiene che quest'ultimo assieme al figlio abbia fatto del male all'altro figlio più piccolo che stava cucinando e che si è ustionato. Kidd richiama all'ordine entrambi i suoi vigili, Violet dà al ragazzo ferito qualche suggerimento per l'ustione e poi tutti se ne vanno senza chiamare la polizia dal momento che non si è ferito nessuno e poiché Kidd teme che l'accaduto possa nuocere alla possibile promozione di Boden. Hermann viene convocato da Boden che gli chiede di sostituirlo nel caso egli venga promosso ed al ritorno in caserma dall'intervento, Kidd si sfoga con Severide per il comportamento dei suoi uomini e Violet si dice incredula di quanto successo davanti a Carver, affermando che quest'ultimo abbia un debole per Kidd e che per questo abbia iniziato la rissa, ma Carver, arrabbiato, risponde che in passato aveva una cotta per Kidd, ma che stupidamente ha finito invece con l'innamorarsi della stessa Violet. Al dipartimento Boden incrocia la Robinson che con fare strafottente gli dice di avere tutti dalla sua parte. Il precedente autista della 81 arriva in caserma e spiega a Mouch che il vecchio camion aveva subito diverse modifiche per essere più sprintoso ma che in base alle nuove norme non si possono più effettuare modifiche sui mezzi. Violet si confida con Kidd e resta sorpresa quando quest'ultima menziona di comprendere la ragione per cui Carver si sia arrabbiato in quanto l'evento gli ha ricordato di suo fratello. Violet, rivelando di non saperne nulla, insiste per conoscere il passato di Carver: teme di aver fatto degli errori con lui e vorrebbe rimediare. Boden, a casa con la moglie, viene chiamato con urgenza al dipartimento e qui incrocia la precedente vice commissario Hill che elogia il suo modo di lavorare e gli annuncia che è stato ufficialmente promosso a vice commissario. Mentre Violet cerca di contattare Carver che è sparito, Severide che si sta preparando con Kidd ad uscire di casa le propone di allargare la famiglia. Damon viene invitato da Novak ad esternare i suoi problemi se vuole rimanere alla 51 e Mouch ed Hermann mentre si fanno un giro da soli sul nuovo camion riflettono sul futuro senza Boden. E proprio nell'ufficio di quest'ultimo, mentre egli sta togliendo le sue cose, convergono tutti i vigili della 51 per complimentarsi con il nuovo vice commissario e ringraziarlo di tutto quello che ha fatto per loro. Dopo un abbraccio di gruppo tra Boden ed i suoi vigili, alla fine della puntata Damon rivela a Severide il perché si è scagliato contro quel civile: anch'egli ha avuto un padre violento che si chiamava Benny Severide.